# Philip Hone
 (mars 2025).
Philip Hone (né le 25 octobre 1780 à New York et mort le 5 mai 1851 dans la même ville) fut maire de New York de 1825 à 1826.